# Роосі
Роосі (ест. Roosi) — село в Естонії, входить до складу волості Лахеда, повіту Пилвамаа.